# Stian Eckhoff
Stian Eckhoff (Trondheim, 3 de septiembre de 1979) es un deportista noruego que compitió en biatlón. Ganó una medalla de oro en el Campeonato Mundial de Biatlón de 2005, en la prueba por relevos, y dos medallas de plata en el Campeonato Europeo de Biatlón de 2008.

## Palmarés internacional
| Campeonato Mundial | Campeonato Mundial           | Campeonato Mundial | Campeonato Mundial |
| Año                | Lugar                        | Medalla            | Prueba             |
| ------------------ | ---------------------------- | ------------------ | ------------------ |
| 2005               | Hochfilzen (Austria)         | Medalla de oro     | Relevos            |
| Campeonato Europeo |                              |                    |                    |
| Año                | Lugar                        | Medalla            | Prueba             |
| 2008               | Nové Město (República Checa) | Medalla de plata   | Velocidad          |
| 2008               | Nové Město (República Checa) | Medalla de plata   | Relevos            |